# 湯築城

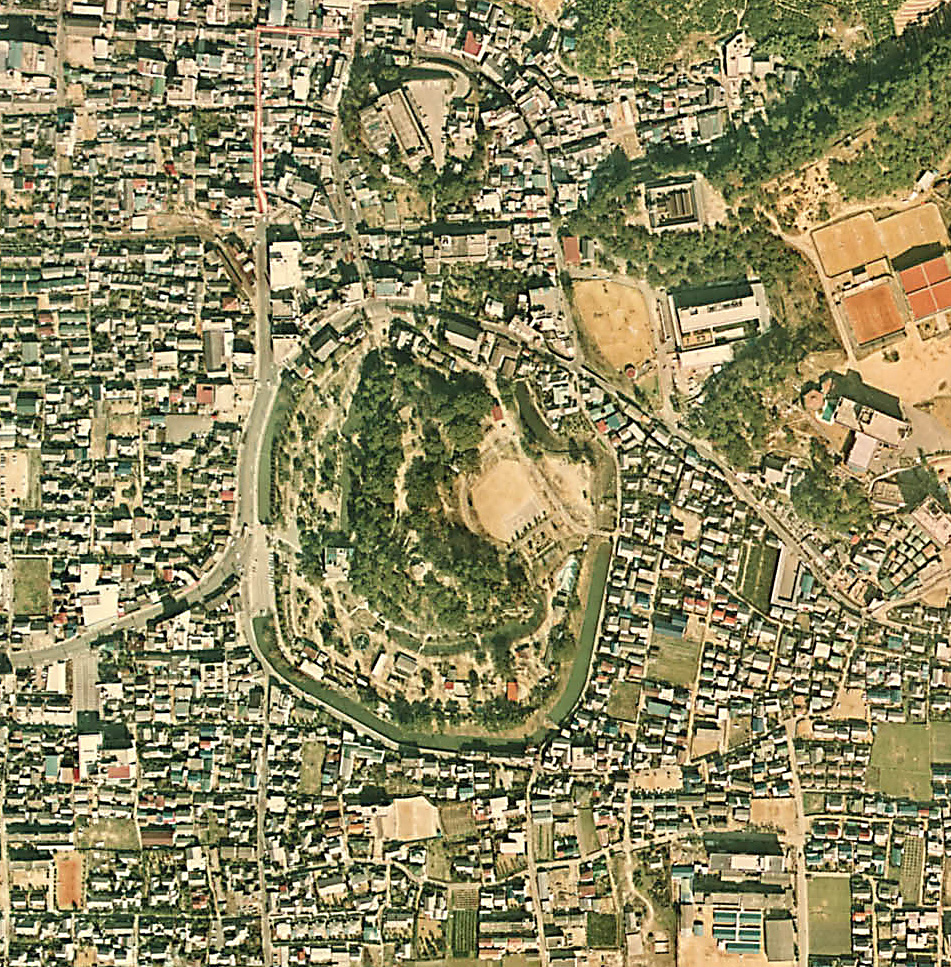
湯築城の航空写真
（1974年撮影・国土航空写真）

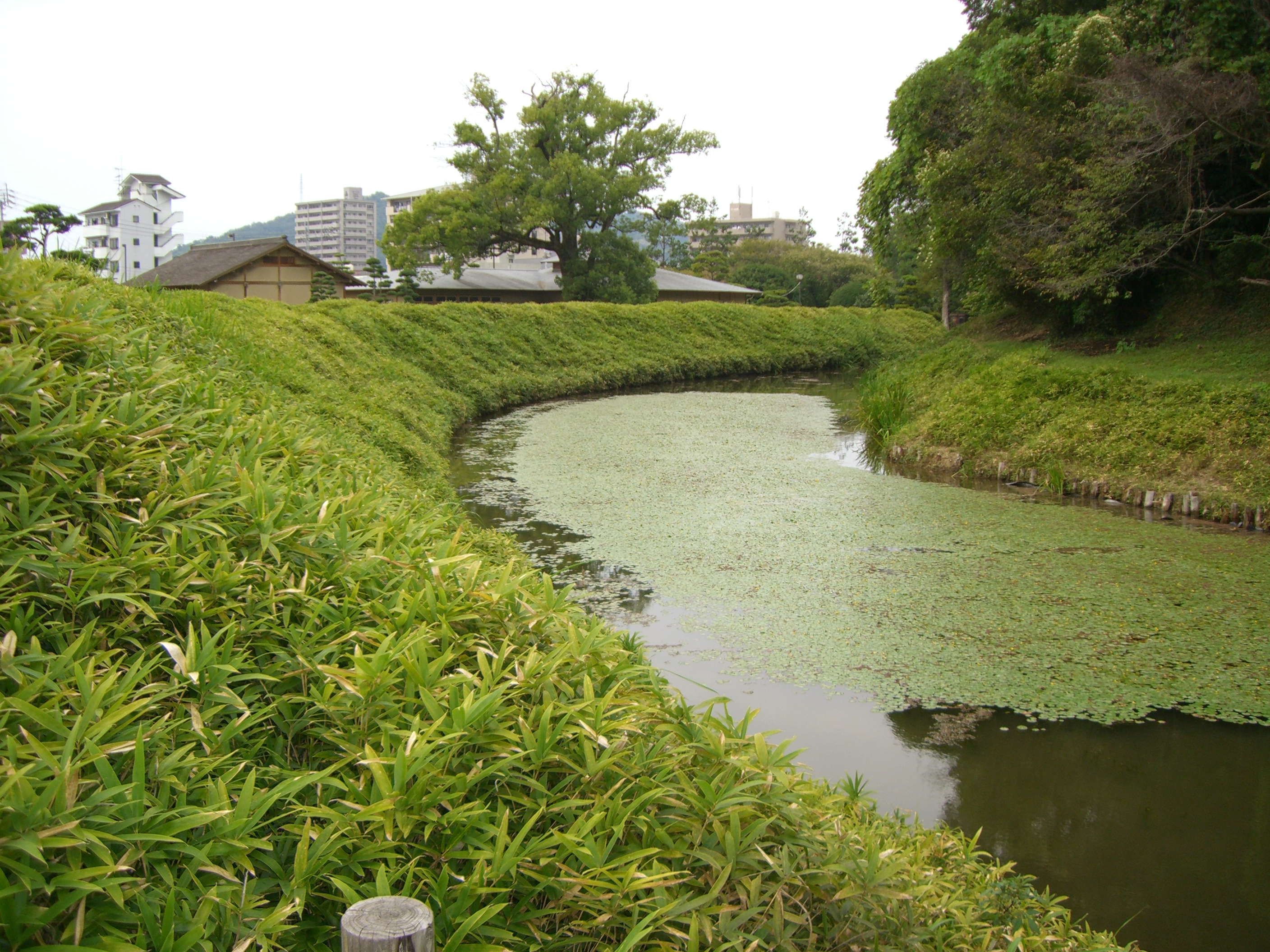
内堀（外堀も現存）

湯築城（ゆづきじょう）は、愛媛県松山市道後公園にあった日本の城。堀や土塁が現存する。国の史跡に指定されている。

## 歴史・沿革
- 建武2年（1335年）前後、伊予国の守護であった河野通盛の代に築城され、一族本貫の地である風早郡河野郷（現松山市河野）より移住した。

- 正平20年/貞治4年（1365年）正月に、河野通堯は細川方になっていた湯築城を攻め、細川天竺禅門を打ちとった。

- 天文4年（1535年）頃、通直（弾正少弼通直）によって外堀が造られたとされる。

- 天正9年（1581年）以後、四国征圧を狙う土佐国の長宗我部元親が伊予国に侵入し、通直（牛福丸通直）は元親と交戦した。

- 天正13年（1585年）、四国征伐を目指す羽柴秀吉の命を受けた小早川隆景らの軍が侵攻して金子城主の金子元宅を攻撃の末滅ぼし、湯築城の河野氏も約1ヶ月の篭城の後に降伏した。城に留まっていた通直は命は助けられたが、2年後に病没した。城は隆景に与えられたが、彼の所領は筑前に移された。

- 天正15年（1587年）、福島正則が城主となるが、程なく国分山城に居城を移したため、廃城となった。

- 慶長7年（1602年）、勝山（城山）に松山城の築城が開始され、以降加藤氏（のち蒲生氏、松平（久松）氏）が伊予国松山藩主となる。建築にあたっては、湯築城の瓦等の建材が流用されたことが発掘調査により判明している。

- 明治21年（1888年）、県立道後公園として整備される。

- 昭和28年（1953年）、愛媛県立道後動物園が開設される。

- 昭和62年（1987年）、愛媛県立道後動物園が閉鎖される。

- 昭和63年（1988年）、湯築城跡の発掘調査が開始される。

- 平成10年（1998年）から平成13年（2001年）にかけ武家屋敷や土塀の復元などを内容とする整備がされる。

- 平成14年（2002年）9月20日、国の史跡に指定される。

- 平成18年（2006年）4月6日、日本100名城（80番）に選定された。

## 現地情報

### アクセス
- JR予讃線「松山」駅から伊予鉄道市内電車「道後温泉行き」で約20分「道後公園停留場」下車、徒歩約1分

### 利用情報
- 湯築城資料館
  - 開館時：9:00～17:00
  - 休館日：月曜（祝日の場合翌日）
  - 入場料：無料
- 湯築城跡ボランティアガイド（TEL 089-941-1480）が配置されている。